# István Réti
Pour les articles homonymes, voir Réti.
Dans le nom hongrois Réti István, le nom de famille précède le prénom, mais cet article utilise l’ordre habituel en français István Réti, où le prénom précède le nom.
István Réti, né le 26 décembre 1872 à Nagybánya (aujourd’hui Baia Mare) en Roumanie et mort le 17 janvier 1945 à Budapest, est un peintre hongrois.

## Biographie
En 1890, à l’âge de 18 ans, il commence à étudier à l’école de dessin de Budapest mais quitte l’établissement après un mois. Puis il se rend à Munich, où il étudie avec Simon Hollósy.

## Élèves
- Albert Bertalan.